# Thomas Ihringer
Thomas Ihringer (* 30. November 1953 in Darmstadt; † 8. August 2015 ebenda) war ein deutscher Mathematiker und Professor an der Technischen Universität Darmstadt.
Ihringer studierte von 1972 bis 1979 Mathematik und Betriebswirtschaftslehre und war anschließend wissenschaftlicher Mitarbeiter. 1982 wurde er mit einer Arbeit mit dem Titel Über lineare Kongruenzklassgeometrien von Rudolf Wille an der TH-Darmstadt promoviert. Seine Habilitation folgte 1987 ebenfalls an der TH Darmstadt. Im gleichen Jahr trat er eine Vertretungsprofessur an der Universität Kaiserslautern an. 1990 wurde er Gastdozent an der Brandenburgischen Landeshochschule Potsdam. Seit 1996 war er Professor an der TU Darmstadt.
Ihringer arbeitete auf dem Gebiet der allgemeinen/universellen Algebra und diskreten Mathematik, im Speziellen befasste er sich mit Verbindungen von Geometrie und Algebra, Quasigruppen, Funktionen- und Relationenalgebren, geordneten Mengen, sowie endlichen geometrischen Strukturen.
Er hat die Erdős-Zahl 2.
Thomas Ihringer starb nach längerer Krankheit in der Nacht vom 7. auf den 8. August 2015.

## Schriften (Auswahl)
- Thomas Ihringer: Allgemeine Algebra. In: Berliner Studienreihe zur Mathematik. Band 10. Heldermann Verlag, 2003, ISBN 3-88538-110-9.
- Thomas Ihringer: Diskrete Mathematik: Eine Einführung in Theorie und Anwendungen. Heldermann Verlag, Lemgo 2002, ISBN 3-88538-109-5.